# گورلبن
گورلبن (به آلمانی: Gorleben) یک شهر در آلمان است که در نیدرزاکسن واقع شده‌است.

## خصوصیات
گورلبن ۲۱٫۲۵ کیلومترمربع مساحت دارد ۲۰ متر بالاتر از سطح دریا واقع شده‌است.